# Michael Klette

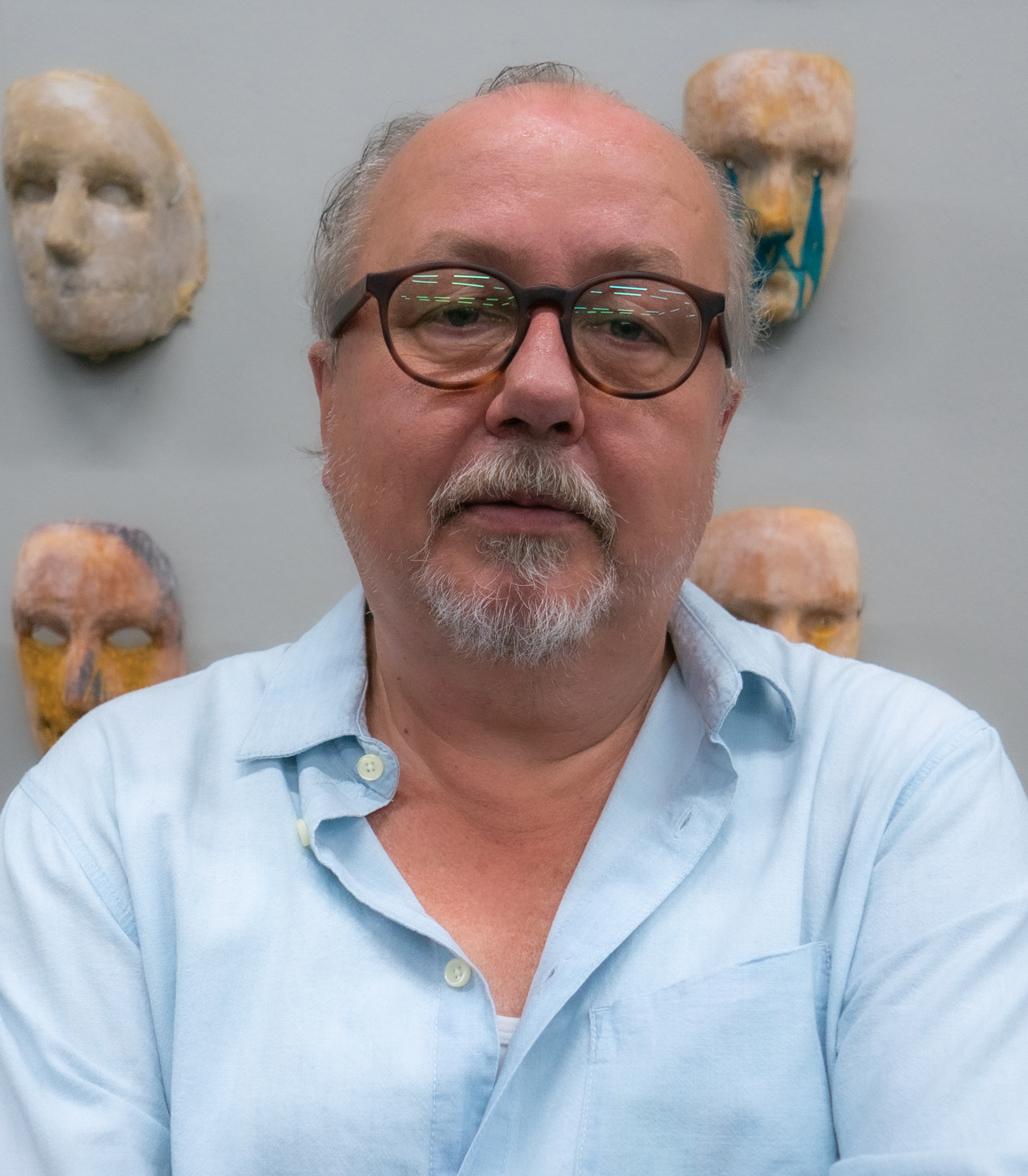
Michael Klette, 2017

Michael Klette (* 12. März 1959 in Opladen, NRW) ist ein deutscher Theaterregisseur und Filmregisseur sowie Drehbuchautor.

## Leben
Erste Inszenierungen hatte er bereits mit 18 Jahren in der DDR. Arbeiten in Anklam und an einem international beachteten Schiller-Projekt führten zum Zerwürfnis mit der offiziellen DDR-Kulturpolitik und 1984 zur Ausreise nach West-Berlin. Zwischen 1984 und 2002 arbeitete Klette an den Theatern Freie Volksbühne Berlin, Volksbühne am Rosa-Luxemburg-Platz, Schauspielhaus Zürich, Wien (Oper), Nationaltheater Mannheim, Kassel, Hannover, GRIPS-Theater Berlin, Schauspiel Bonn u. a.
Von 1996 bis 2000 leitete er das Schauspiel am Theater Aachen und führte das Haus zu überregionaler Bedeutung.
Im Jahre 2001 inszenierte Klette für die Wiener Festwochen Boesmans Oper Wintermärchen.
Seit 2002 hat sich Klette weitgehend vom Theater zurückgezogen und arbeitet als Drehbuchautor für Fernsehen und Kino.
Seit 2015 arbeitet Klette auch als Filmregisseur. Für die Produktionsfirma „Schiwagofilm“ drehte er nach eigenem Drehbuch den Kinofilm Solness.
Michael Klette war mit der Schauspielerin Ingeborg Westphal (1946–2012) verheiratet. Aus dieser Verbindung entstammt ein gemeinsamer Sohn (* 1971), der Musiker wurde. In zweiter Ehe ist er mit der Filmeditorin Beatrice Babin (* 1964) zusammen und lebt mit ihr in Berlin.

## Filmografie
Spielfilme
- Solness. Schiwago Film/ARTE, 3SAT – Drehbuch, Regie
- Kasimir und Karoline. Schiwago Film – Drehbuch

Fernsehfilme
- Z.E.R.V. Wiedemann & Berg, 6-teilige TV-Serie Idee / Entwicklung / Drehbücher (mit Co-Autor Jens Köster)
- Preis der Freiheit (aka The Wall). Wiedemann & Berg/ZDF, Reihe, Teil 1–3 (je 90 Minuten) – Drehbücher
- Ein Fall für zwei - Herr Huber heult. ZDF, ORF, SRF – Drehbuch
- Die Klasse - Berlin 61. doc.station/ARD – Drehbuch
- Zerplatzter Traum. Odeon TV, ZDF, ORF, SRF – Drehbuch
- Überdruck. Novafilm Fernsehproduktion/ZDF, ORF, SRF – Idee
- Dunkle Schatten. Odeon TV, Novafilm Fernsehproduktion/ZDF, ORF, SRF – Drehbuch
- Die Tränen der Lausitz. ariane Film. Dokumentarfilm - script doctor
- Panzer gegen Polen. ariane Film. Dokumentarfilm - Ko-Autor
- Leichen im Keller. Odeon TV, ZDF, ORF, SRF – Drehbuch
- Headlock. Schiwago Film - script doctor
- Wasser für Leipzig. ariane Film . 30 Minuten Spielfilm  - Drehbuch
- Blind Date. ZDF, ORF, SRF – Drehbuch
- Schöner Sterben. ZDF, ORF, SRF – Drehbuch
- Tod im Ring. ZDF, ORF, SRF – Drehbuch
- Liebesblind. ZDF, ORF, SRF – Drehbuch
- Unter Druck. ZDF, ORF, SRF – Drehbuch
- Tod einer Hexe. Beo Film und ZDF, ORF – Drehbuch
- Kommissar Rex - Endlich ist die Bestie tot. Mungo Film/SAT. 1, ORF – Drehbuch
- Kommissar Rex - Ein Mann ohne Gedächtnis. Mungo Film/SAT. 1, ORF – Drehbuch
- Der Pfundskerl - Wasser für Hamburg. SAT. 1 – Drehbuch
- Maikäfer, flieg. SWR, degeto, Zweiteiler (nicht verfilmt) – Drehbuch
- Olis wilde Welt. SWR/KiKA – Drehbuch

## Auszeichnungen
- 2011 Preis für „Die beste Literaturverfilmung“ beim Festival in Baden-Baden für Kasimir und Karoline
- 2011 Filmfest München (Förderpreis Deutscher Film)
- 2013 Ödön-von-Horvath Förderpreis
- 2012 Kimera International Film Festival (Beste Regie, Bester Film, Publikumspreis)
- 2011 Fernseh-Filmfestival Baden-Baden (Sonderpreis für eine herausragende Literaturverfilmung)
- 2015 Lobende Erwähnung beim Internationalen Filmfestival Indien (IFFI) für Solness
- 2020 Deutscher Fernsehpreis für ZDF Mehrteiler für Preis der Freiheit

## Belege
1. ↑  SOLNESS – Der Film
2. 1 2  Ingeborg Westphal: Drei auf einen Schlag. In: Berliner Kurier. 20. November 1995, abgerufen am 20. November 1995.

| Personendaten    | Personendaten                                            |
| ---------------- | -------------------------------------------------------- |
| NAME             | Klette, Michael                                          |
| KURZBESCHREIBUNG | deutscher Theater- und Filmregisseur sowie Drehbuchautor |
| GEBURTSDATUM     | 12. März 1959                                            |
| GEBURTSORT       | Opladen                                                  |